# Emilio Budin
Emilio Budin (geboren am 17. Juni 1877 in Genf; gestorben am 19. Oktober 1935 in Buenos Aires, Argentinien) war ein aus der Schweiz stammender und in Südamerika lebender Naturforscher und Tiersammler.

## Leben und Werk
Emilio Budin wurde 1877 in Genf geboren und zog bereits als Kind mit seinen Eltern nach Argentinien. Er war aktiv als Naturforscher und Sammler von Tieren für verschiedene Museen, vor allem für das Natural History Museum in London und das Museo Argentino de Ciencias Naturales in Buenos Aires. 1897 nahm er als Sammler an der Expedition von Juan B. Ambrossetti in die Calchaquí-Täler teil. Im Jahr 1903 arbeitete er als Sammler und Expeditionsorganisator an der Landwirtschaftsschule von San Miguel de Tucumán.
Einige seiner Sammlungsreisen in Argentinien und im angrenzenden Bolivien wurden von dem britischen Geschäftsmann John Spedan Lewis als „The Spedan Lewis South American Exploration“ finanziert, zahlreiche der von ihm gesammelten Tiere wurden von Oldfield Thomas, Jane St. Leger und anderen zur wissenschaftlichen Erstbeschreibung genutzt.

## Dedikationsnamen
Budin zu Ehren wurden vor allem von Oldfield Thomas einige Tierarten aus Bolivien und Argentinien benannt. So tragen die Budin-Kammratte (Ctenomys budini Thomas, 1913), die Südamerikanische Feldmaus Akodon budini Thomas, 1913 und die Budin-Chinchillaratte (Abrocoma budini Thomas, 1920) entsprechende Dedikationsnamen. Die gemeinsam mit Thomas am Natural History Museum arbeitende Jane St. Leger benannte die Emilio-Budin-Kammratte (Ctenomys emilianus St. Leger, 1926) nach Budin und auch der Leopardus pajeros budini (Pocock, 1941) wurde nach ihm benannt.

## Belege
1. 1 2  Rubén M. Barquez: Viajes de Emilio Budin: La expedición al Chaco, 1906-1907. Edition: Mastozoologia Neotropical Publicaciones Especiales 1, Sociedad Argentina para el Estudio de los Mammaferos, Juni 1997 (Projekt: Sistemática y distribución de los murciélagos de Argentina.)
2. ↑  Oldfield Thomas: The Spedan Lewis South American exploration — I. On mammals from Southern Bolivia, Annals and Magazine of Natural History: Series 9, Volume 15, 1925; S. 575–582. doi:10.1080/00222932508633250.
3. 1 2  Bo Beolens, Michael Grayson, Michael Watkins: The Eponym Dictionary of Mammals. Johns Hopkins University Press, 2009; S. 1; ISBN 978-0-8018-9304-9.

| Personendaten    | Personendaten                 |
| ---------------- | ----------------------------- |
| NAME             | Budin, Emilio                 |
| KURZBESCHREIBUNG | Naturforscher und Tiersammler |
| GEBURTSDATUM     | 17. Juni 1877                 |
| GEBURTSORT       | Genf                          |
| STERBEDATUM      | 19. Oktober 1935              |
| STERBEORT        | Buenos Aires, Argentinien     |